# Jungsteinzeit
| Übersicht Urgeschichte | Übersicht Urgeschichte | Übersicht Urgeschichte | Übersicht Urgeschichte |
| ---------------------- | ---------------------- | ---------------------- | ---------------------- |
| Holozän                | (➚ Frühgeschichte)     | (➚ Frühgeschichte)     | (➚ Frühgeschichte)     |
| Holozän                | Eisenzeit              |                        |                        |
| Holozän                | späte Bronzezeit       |                        |                        |
| Holozän                | mittlere Bronzezeit    |                        |                        |
| Holozän                | frühe Bronzezeit       |                        |                        |
| Holozän                | Bronzezeit             |                        |                        |
| Holozän                | Kupfersteinzeit        |                        |                        |
| Holozän                | Jungsteinzeit          |                        |                        |
| Holozän                | Mittelsteinzeit        |                        |                        |
| Pleistozän             | Jungpaläolithikum      |                        |                        |
| Pleistozän             | Mittelpaläolithikum    |                        |                        |
| Pleistozän             | Altpaläolithikum       |                        |                        |
| Pleistozän             | Altsteinzeit           |                        |                        |
| Pleistozän             | Steinzeit              |                        |                        |

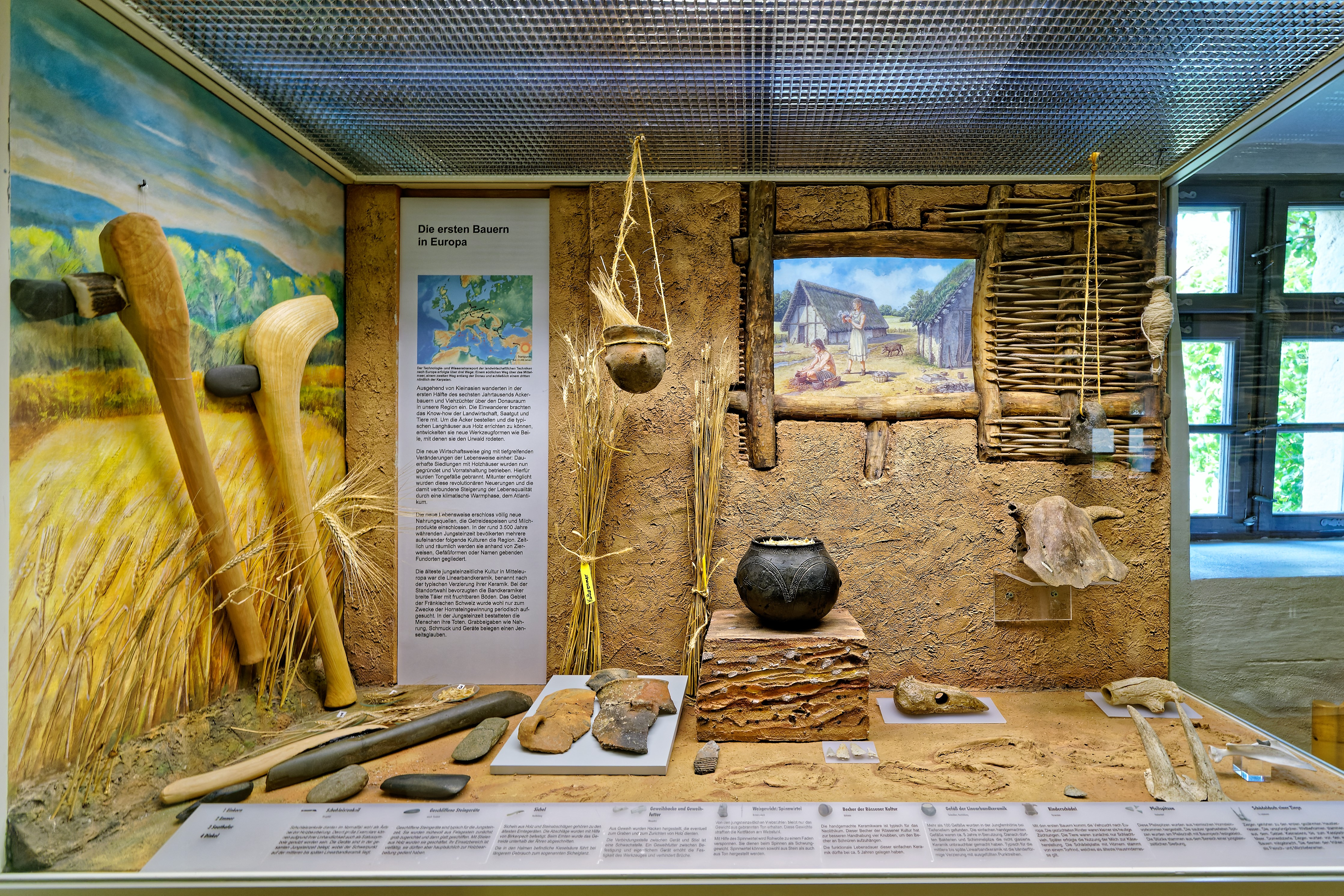
Präsentation zum Thema Jungsteinzeit im Fränkische Schweiz-Museum in Pottenstein

Die Jungsteinzeit oder Neusteinzeit, fachsprachlich Neolithikum (aus altgriechisch νέος néos ‚neu, jung‘ und λίθος líthos ‚Stein‘), ist eine Epoche der Menschheitsgeschichte, die als (erstmaliger) Übergang von Jäger- und Sammlerkulturen zu Hirten- und Bauernkulturen definiert wird. Das entscheidende Kriterium für den Beginn des Neolithikums ist der Nachweis domestizierter Nutzpflanzen.
Abweichend dazu wurde und wird das Neolithikum im Einflussbereich der ehemaligen Sowjetunion durch die Gegenwart von Keramik und die Abwesenheit von Metallen definiert, was insbesondere bei Zitaten (zum Beispiel aus David W. Anthony, der dieser Praxis für die osteuropäischen Gebiete folgt) zu erheblichen Missverständnissen führen kann, da eine solche Definition im internationalen Sprachgebrauch sowohl Mesolithikum als auch keramisches Neolithikum bedeuten kann.
Nach derzeitigem Kenntnisstand begann das Neolithikum zuerst um 9500 v. Chr. im Fruchtbaren Halbmond Vorderasiens (vor allem an den Südrändern des Zagros- und Taurusgebirges). Das Beginndatum wird allerdings grundsätzlich auf die betrachtete Region bezogen, so dass die Jungsteinzeit etwa in Mittel- und Nordwesteuropa erst zwischen 5800 und 4000 v. Chr. begann. In mindestens zwei anderen Gebieten der Erde kam es unabhängig von Vorderasien zu einer analogen Entwicklung.
Der Übergang zur neolithischen Landwirtschaft (fachsprachlich Neolithische Revolution oder Neolithisierung) vollzog sich weltweit in geeigneten Regionen (siehe: Ökumene) je nach den vorherrschenden klimatischen und ökologischen Bedingungen unterschiedlich. Die bereits im Proto-Neolithikum vollzogene Sesshaftigkeit der Wildbeuter wurde durch den Pflanzenbau gegen Nahrungsengpässe gesichert. Während sich bei den Bauern immer größere, ortsfeste Dorfgemeinschaften bildeten, blieb die Lebensweise der pastoralen Viehhirten vorerst nomadisch oder halbnomadisch. Insbesondere der Feldbau schuf die Grundlage zu einer arbeitsteiligen Gesellschaft. Nahrungsproduktion und Vorratshaltung führten zu einer größeren Unabhängigkeit von unkontrollierbaren Bestandsschwankungen der Wildtiere und -pflanzen. Dies führte zu einem stark steigenden Bevölkerungswachstum in den neolithisierten Regionen.
Das Ende der Jungsteinzeit wird in der Alten Welt als Übergang zu den Epochen der frühen Metallverarbeitung definiert. So wird die Kupfersteinzeit in Europa und Vorderasien noch als letzte Epoche der Steinzeit betrachtet, während die anschließende Bronzezeit die Jungsteinzeit je nach Region zwischen 3300 und 1800 v. Chr. ablöste. In Afrika folgte auf die Jungsteinzeit direkt die Eisenzeit. Im präkolumbischen Amerika entwickelten sich unabhängig von eurasischen Verhältnissen diverse metallverarbeitende Kulturen, allerdings wurden Steinwerkzeuge auch in den metallurgisch fortschrittlichen Gesellschaften des andinen Raums im Alltag nie völlig durch Bronze ersetzt. In Australien und Ozeanien gab es hingegen vor der Kolonisierung durch Europäer keine Metallverarbeitung.

## Definition

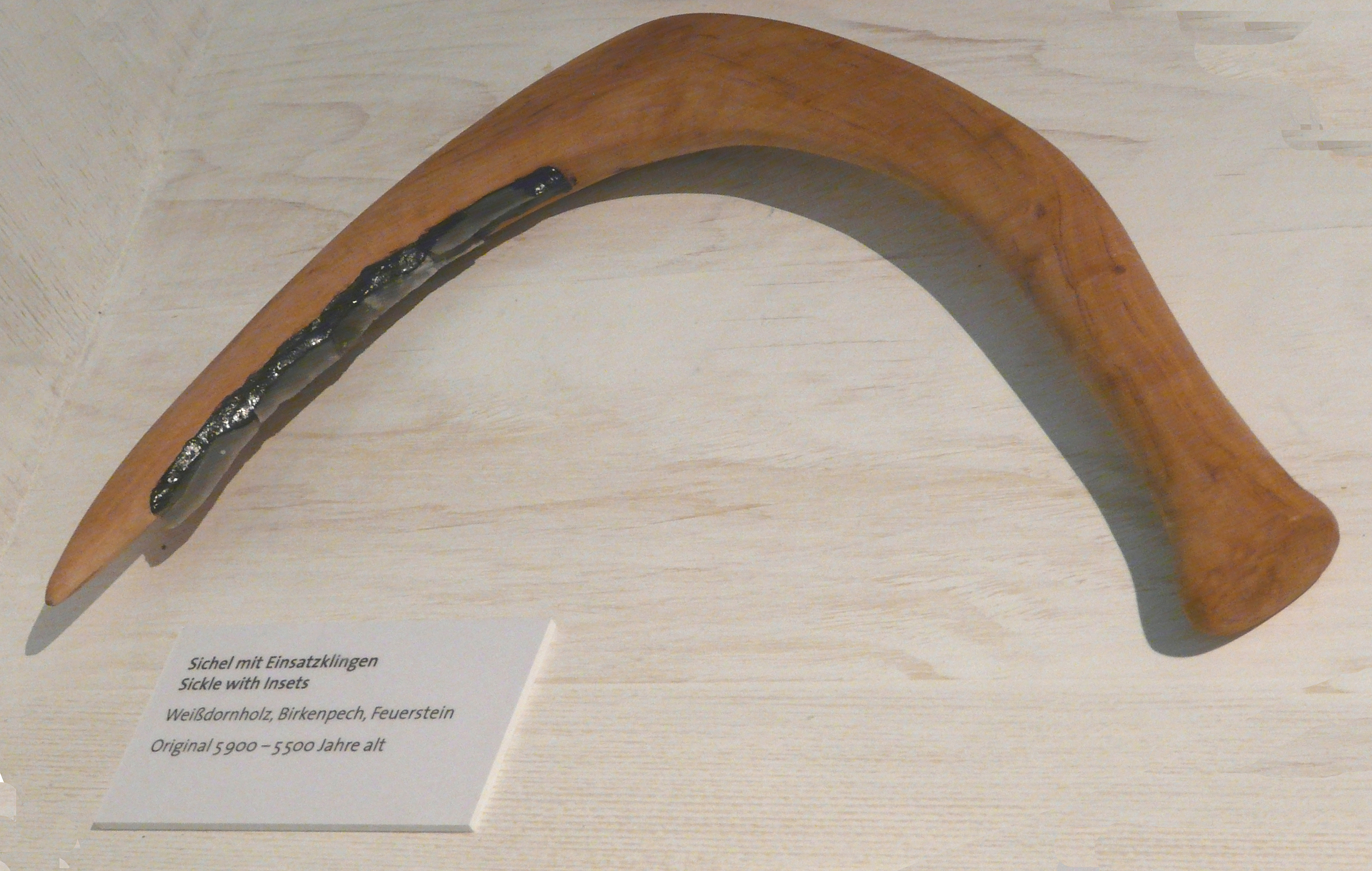
Rekonstruktion einer jungsteinzeitlichen Sichel aus Holz mit eingeklebten Feuersteinklingen

Der britische Anthropologe Sir John Lubbock teilte in seinem 1865 erschienenen Werk Prehistoric Times die Steinzeit in die „Periode des geschlagenen Steins“ (Old Stone Age ,Altsteinzeit‘) sowie die „Periode des geschliffenen Steins“, die er New Stone Age ,Jungsteinzeit‘ nannte. Heute wird der Beginn der Jungsteinzeit mit dem Übergang von der aneignenden (Jagd, Sammelwirtschaft, Fischerei) zur produzierenden Wirtschaftsweise (Feldwirtschaft, Gartenbau, Viehwirtschaft) in Verbindung gebracht. Der damit verbundene Kulturwandel brachte einige weitere Merkmale mit sich, die heute auch als „Neolithisches Bündel“ (englisch Neolithic package) bezeichnet werden:
- Sesshaftigkeit der Bauern (Nomadismus bleibt bei den auf Viehhaltung basierenden Kulturen bestehen. Etliche Mischformen wie etwa bei der Transhumanz)
- Domestizierung von Tieren und Pflanzen
- Verbreitung geschliffener Steingeräte (Steinbeile, Dechsel)
- Ausweitung des Gebrauchs von Gefäßen aus Keramik

## Zeitliche Einteilung der neolithischen Kulturen Vorderasiens und Europas

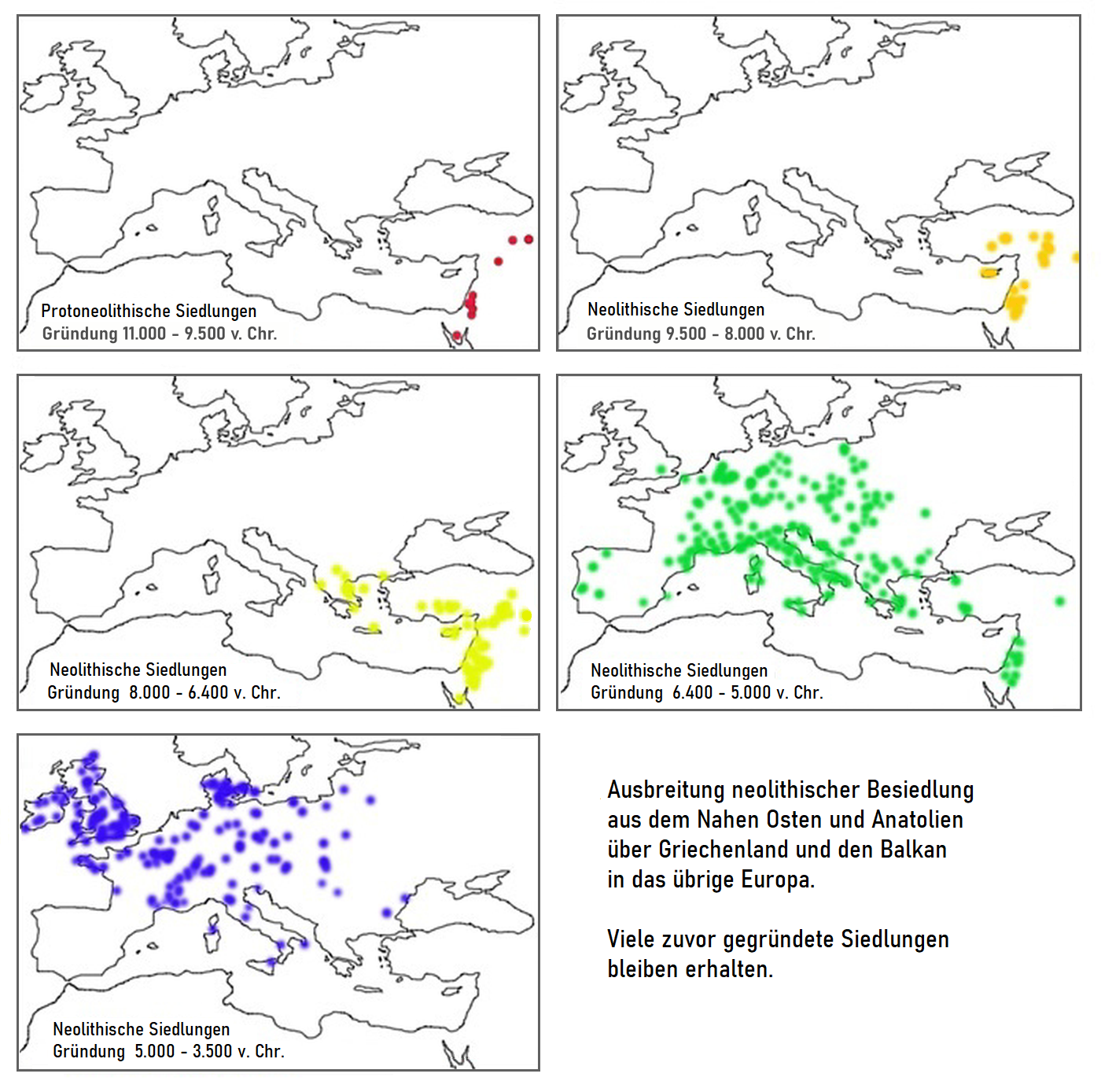
Die Ausbreitung der Neolithischen Kulturen ausgehend vom südöstlichen Mittelmeerraum in den Nordosten Europas.
11.000 bis 9500 v. Chr. (Jüngere Dryaszeit)
9500 bis 8000 v. Chr. (Präboreal bis Boreal)
8000 bis 6400 v. Chr. (Boreal bis Atlantikum)
6400 bis 5000 v. Chr. (Atlantikum)
5000 bis 3500 v. Chr. (Atlantikum bis Subboreal)

Karte der europäischen Jungsteinzeit,
um 4500–4000 v. Chr.

- 12.000 bis 9500 v. Chr.: Proto-Neolithikum (Kulturen: Natufien, Harifien, Sultanien und Khiamien)

Einige Jäger-, Sammler- und Fischerkulturen, die in der Levante und am mittleren Euphrat existierten, waren aufgrund des fruchtbaren Klimas und eines entsprechend großen Nahrungsangebotes im Alleröd-Interstadial bereits im Epipaläolithikum weitgehend sesshaft. Ab etwa 10.700 v. Chr. kam es mit der jüngeren Dryaszeit zu einem scharfen Kälterückfall, der immer häufiger zu saisonalen Nahrungsengpässen führte. Um ihre sesshafte Lebensweise nicht wieder aufgeben zu müssen, nutzten die Menschen vermehrt Wildgetreide und es entstand ein erster, ungeregelter Getreideanbau. Da es nur bedingt möglich ist, die Ernte von Wildgetreiden ohne Wiedereinsaat vom gezielten Anbau zu unterscheiden, wird das Protoneolithikum noch nicht zur Jungsteinzeit gerechnet. Die Wohnplätze bestanden aus Rundhütten (Mallha/Eynan). Feuersteinwerkzeuge wurden noch nicht geschliffen, sondern in die gewünschte Form geschlagen.
Wichtige Fundorte: Jericho und Mureybet I A
- 9500 bis 8200 v. Chr.: Präkeramisches Neolithikum A (Pre-Pottery Neolithic A, PPNA), ältere Phase des Akeramikums

Älteste Nachweise für domestizierte Getreidepflanzen. In dieser Zeit gab es erste Siedlungen aus Rundhäusern (Trockenmauerwerk). Manche der Siedlungen liegen in der untersten Schicht späterer Tells. Die Kunst dieser Zeit beschränkte sich hauptsächlich auf Idole, kleine Steinskulpturen, die hauptsächlich Frauen, seltener Männer oder Tiere darstellten. Getreideanbau war zu dieser Zeit wohl schon bekannt, bildete aber noch nicht die Grundlage der Ernährung. Die Viehzucht lässt sich in diesem Frühstadium osteologisch noch nicht belegen, es wurden weiter Gazellen gejagt.
Wichtige Fundorte: Mureybet I B, II, III, Tell es-Sultan (Jericho), Göbekli Tepe III
- 8200 bis 6800/6500 v. Chr.: Präkeramisches Neolithikum B (Pre-Pottery Neolithic B, PPNB)

Die Häuser waren rechteckig oder quadratisch. Die Domestikation von Tieren ist festgestellt, eine Ausbreitung nach Westen fand statt, mit Floß und Einbaum auch übers Meer (Zypern). Meist weibliche Idole aus Stein oder Ton mit nur angedeuteten Gesichtern, aber deutlich ausgeprägten Geschlechtsteilen traten nun auf. Werkzeugherstellung durch geschliffene Steinindustrie und erste ungebrannte Keramik ist bekannt.
Wichtige Fundorte: Nevalı Çori, Göbekli Tepe II, ʿAin Ghazal
- 6500 bis 5500 v. Chr.: Keramisches Neolithikum im Vorderen Orient (Pottery Neolithic, PN), genannt auch Jüngeres Neolithikum, ab etwa 6200 v. Chr. auch im östlichen Mittelmeergebiet

Totenbestattungen erfolgten nun außerhalb der Siedlung. Neben dem Getreideanbau waren auch Nutztiere bekannt, die Jagd war nicht mehr der Hauptfleischlieferant. Die Keramikherstellung verbreitete sich weiter. Archäologisch wird das Keramische Neolithikum in drei Phasen unterteilt:
- monochrome Phase
- bemalte Phase
- klassische Phase

Die Grabungen in Jericho und Mureybet wurden von Jacques Cauvin, Kathleen Kenyon und John Garstang durchgeführt. Auf sie geht die wissenschaftliche Systematik zurück.
- 5500 bis 2200 v. Chr.: Neolithikum in Mitteleuropa

Die Unterstufen Frühneolithikum, Mittelneolithikum, Jungneolithikum, Spätneolithikum, Endneolithikum sind in einzelnen Regionen unterschiedlich definiert. Im südlichen Mitteleuropa werden die Stufen Jung-, Spät- und Endneolithikum synonym auch als Kupfersteinzeit (kurz auch genannt: Kupferzeit) bezeichnet. In einigen Regionen (zum Beispiel Mähren, Ungarn, Italien) wird das Neolithikum enger gefasst und die Kupferzeit als „Äneolithikum“ oder „Chalkolithikum“ bezeichnet.
Es handelte sich um eine Phase bäuerlicher Kulturen: Metall spielte noch keine große wirtschaftliche Rolle.
- 5500 bis 3300 v. Chr.: Kupfersteinzeit (auch genannt: Kupferzeit, Chalkolithikum oder Äneolithikum) im Vorderen Orient

Hier liegt der Beginn der Metallverarbeitung im Schmelzverfahren. Nun bildeten sich auch gesellschaftliche Oberschichten, Fernhandel und stärker befestigte Siedlungen heraus.
- 4500/4000–2200 v. Chr.: Kupfersteinzeit in Mitteleuropa

Im südlichen Mitteleuropa wird zwischen Jungneolithikum, Spätneolithikum und Endneolithikum unterschieden.
Früheste Kupferverarbeitung in Mitteleuropa fand statt (Jordansmühler Kultur, Lengyel-Kultur). Nachgewiesen ist eigener Erzabbau und Verhüttung (Mondseekultur) erst im Verlaufe mehrerer Jahrhunderte. Es bestand ein Einfluss westlicher Megalithkultur (zum Beispiel Michelsberger Kultur, nordische Trichterbecherkultur).

## Neolithische Revolution
In der Levante entstanden einige dauerhafte Siedlungen bereits vor der Entwicklung der Landwirtschaft. Die Umgebung dieser Siedlungen bot den Bewohnern in der Allerödzeit genügend Ressourcen (Fisch, Fleisch oder Pflanzen). Der Kultivierung und dem Anbau von Getreide ging eine jahrtausendelange Nutzung entsprechender Wildvorkommen voraus, am See Genezareth seit 21.000 v. Chr. nachweisbar (Ohalo II). Diese Vorstufe zur produzierenden Landwirtschaft wird von einigen Autoren als proto-neolithisch bezeichnet; kulturhistorisch jedoch noch dem Epipaläolithikum (Mittelsteinzeit im Vorderen Orient) zugerechnet.

### Entstehung der Landwirtschaft

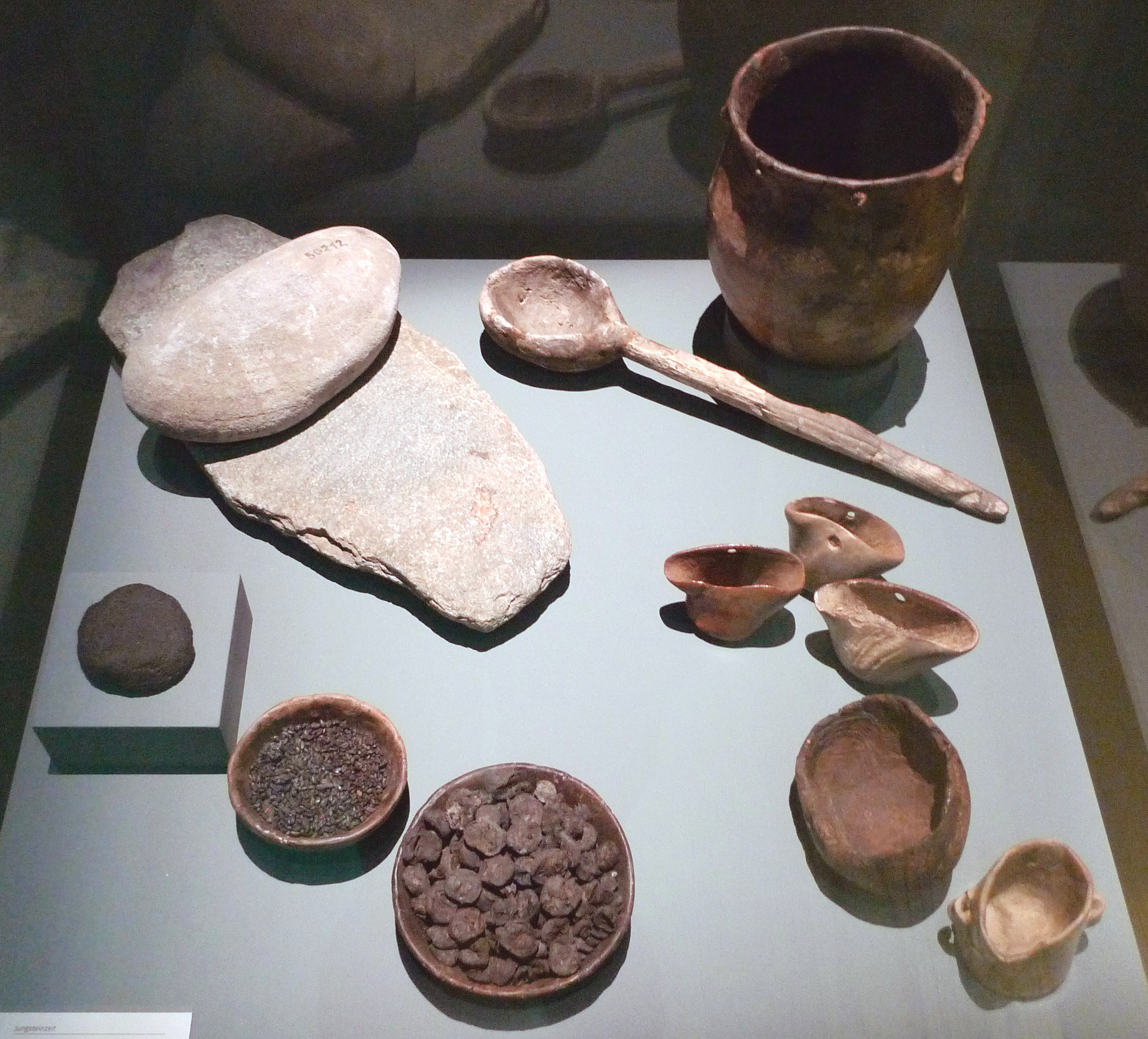
Jungsteinzeitliche Essensreste und Geschirr (Schweiz): Mahlsteine, verkohltes Brot, verkohlte Getreidekörner und Äpfelchen, Kochtopf aus Ton, Trinkgefäße aus Hirschgeweih und Holz

Die Entstehung der Landwirtschaft beginnt zwischen 12.000 und 9500 v. Chr. am Ende der letzten Eiszeit, was gleichzeitig der Beginn der jetzigen Zwischeneiszeit – des Holozäns – war. Die genauen Ursachen waren lange Zeit strittig, es konkurrierten zwei gegensätzliche Hypothesen miteinander. Gustav Stratil-Sauer formulierte 1952 erstmals die Überflusshypothese. Demnach sei der Getreideanbau bei bereits relativ sesshaften und reich mit Nahrungsmitteln versorgten spezialisierten Jägern und Sammlern als „Spiel mit den Möglichkeiten“ der Vorratshaltung entstanden. Diese Experimente hätten dann einen unumkehrbaren kulturellen Wandel zur bäuerlichen Lebensweise ausgelöst. Der Zoologe Josef H. Reichholf – der sich nach wie vor auf die Überflusshypothese stützt – behauptet, dass ein durch Überjagung entstandener Mangel archäologisch nicht nachweisbar sei. Vielmehr sei über mehrere Jahrtausende Getreide als Grundlage alkoholischer Getränke (vor allem Bier) genutzt worden, noch vor der eigentlichen Nutzung für die Herstellung von Brot. Seinen einheitlichen Ursprung habe dies bei den ural-altaischen Völkern Zentralasiens.
Von den meisten Fachleuten akzeptiert ist heute die Mangelhypothese, die die Ursache für den arbeits- und zeitintensiven Pflanzenanbau in einer notgedrungenen Entwicklung während einer drastischen Abkühlung des Klimas sieht: Demnach waren im milden Alleröd-Interstadial aufgrund des ganzjährig hervorragenden Nahrungsangebotes an Wildtieren und -pflanzen einige Menschengruppen sesshaft geworden. Die nachweisliche Überjagung der Gazellenbestände wurde durch die Verwendung von Wildgetreide kompensiert. Mit Beginn der jüngeren Dryas-Kaltzeit verschlechterten sich die Nahrungsgrundlagen dramatisch, so dass immer häufiger saisonale Engpässe auftraten. Da eine Rückkehr zur nomadisierenden Lebensweise nach vielen Jahrhunderten weitgehender Sesshaftigkeit weder möglich noch gewollt war, intensivierten die Menschen die Wiedereinsaat von Getreide, um ihre Nahrungsmittelvorräte auf diese Weise selbst zu produzieren. Der Übergang zur bäuerlichen Lebensweise – in Verbindung mit der Kultivierung geeigneter Arten – vollzog sich nach der herrschenden Meinung entsprechend der Mangelhypothese unabhängig voneinander zu ganz unterschiedlichen Zeitpunkten an mindestens drei, wahrscheinlich sogar an fünf oder mehr Orten:
- dem Nahen Osten – früheste Entstehung
- in Südchina
- in Nordchina
- in Mittelamerika
- in Südamerika (Anden)
- in Westafrika
- in Indien (vermutlich an mehreren Neolithisierungsherden)
- ungesichert, aber wahrscheinlich: in Äthiopien, im Osten Nordamerikas und in Neuguinea

#### Naher Osten

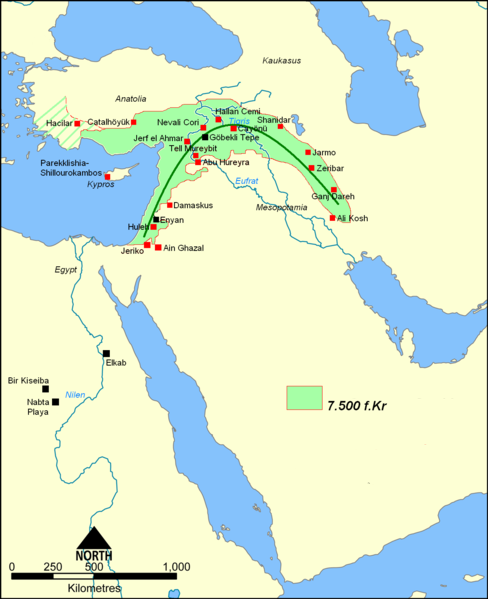
Fruchtbarer Halbmond um 7500 v. Chr.

Funde aus Ohalo II. am See Genezareth im heutigen Israel zeigen, dass bereits vor 20.000 bis 22.000 Jahren Jäger und Sammler große Mengen unterschiedlichster Gräser – unter anderem wilden Weizen und wilde Gerste – als Nahrung nutzten. Darunter waren auch sehr kleinsamige Gräser, die vermutlich mit Schwingkörben geerntet wurden. Der Übergang zur Landwirtschaft war – zumindest in der Levante – weniger eine „freiwillige“ Entwicklung als vielmehr eine aus der Veränderung der Umwelt resultierende Notwendigkeit zur Sicherung des Überlebens. Die bestehende Großtierfauna (insbesondere die Gazelle) wurde überjagt und verringerte sich durch die Abkühlung des Klimas, weshalb in der Region zwischen oberem Euphrat und Mittelmeer vermehrt Wildgetreide genutzt wurde. Dies belegen Funde von Reibesteinen (Handmühlen) aus dieser Zeit. Die bislang ältesten Spuren von möglicherweise domestiziertem Getreide (in diesem Fall Roggen) fand man in Tell Abu Hureyra am syrischen Euphrat; sie werden auf ein Alter von 13.000 Jahren geschätzt. Bislang gilt der rund 11.600 Jahre alte Fund domestizierten Getreides aus der Siedlung Iraq ed-Dubb als ältester sicher datierter Nachweis – und als Beginn der Jungsteinzeit.
In den trockeneren Gebieten von Judäa und im Sinai ging man nach dem Verschwinden der Gazellen dazu über, Wildziegen und Wildschafe in Herden zu halten. Eine Domestikation der Tiere lässt sich für Beidha bereits um 11.000 v. Chr. annehmen und ab 8300 v. Chr. belegen, da zu diesem Zeitpunkt Caproviden und Boviden, aber auch Cervinalen (Damtiere) mit den Menschen nach Zypern gelangten. Sie muss daher weitaus früher erfolgt sein. Anfangs wurden Schafe und Ziegen ausschließlich als Fleisch- und Felllieferanten gehalten; um 7500 v. Chr. lässt sich die Nutzung des Sekundärproduktes Milch, später auch der Wolle archäologisch belegen. Genetisch weist der Beginn des Abbaus der Laktoseintoleranz, die zunächst bei allen Menschen nach dem Kleinkindalter uneingeschränkt vorlag, auf einen frühen Genuss von Tiermilch hin. Der mutationsbedingte Erbfortschritt, Milchzucker (Lactose) auch als erwachsener Mensch ohne Beschwerden verdauen zu können (Laktosetoleranz), wurde vor ca. 4800 bis 6600 bei nomadischen Viehzüchtern im Ural gemacht. Unabhängig davon traten ähnliche Mutationen in Ostafrika (Massai) und im arabischen Bereich auf. Der Einsatz von Rindern als Zugtier vor dem Pflug ermöglichte schließlich den Übergang vom jungsteinzeitlichen Hackbau zu einer höheren Ackerbaukultur. Siehe dazu auch die Geschichte des Transportwesens im Altertum.

#### China
Im Seengebiet am Mittellauf des Jangtsekiang wurde in etwa zur gleichen Zeit wie in der Levante dazu übergegangen, den bisher nur gesammelten wilden Reis nach und nach zu kultivieren. Weiter flussabwärts wird in einem Gebiet mit damals feuchtwarmem, subtropischem Klima von der chinesischen Forschung das Zentrum der Nassreis-Kultivierung gesehen. Im deutlich kühleren und trockeneren Norden Chinas, nördlich und südlich des Gelben Flusses, wurde einige Jahrtausende später (wahrscheinlich zwischen 5500 und 5300 v. Chr.) erstmals Hirse, vermutlich Kolbenhirse, angebaut. Zur Fleischgewinnung wurden in China Schweine, Hunde und Bankivahühner domestiziert. Wo der Wasserbüffel domestiziert wurde, ist unklar, vermutlich aber ebenfalls in Südchina um 4000 v. Chr. Wie der Auerochse im Nahen Osten sollte auch er insbesondere als Zugtier Bedeutung erlangen.

#### Mesoamerika

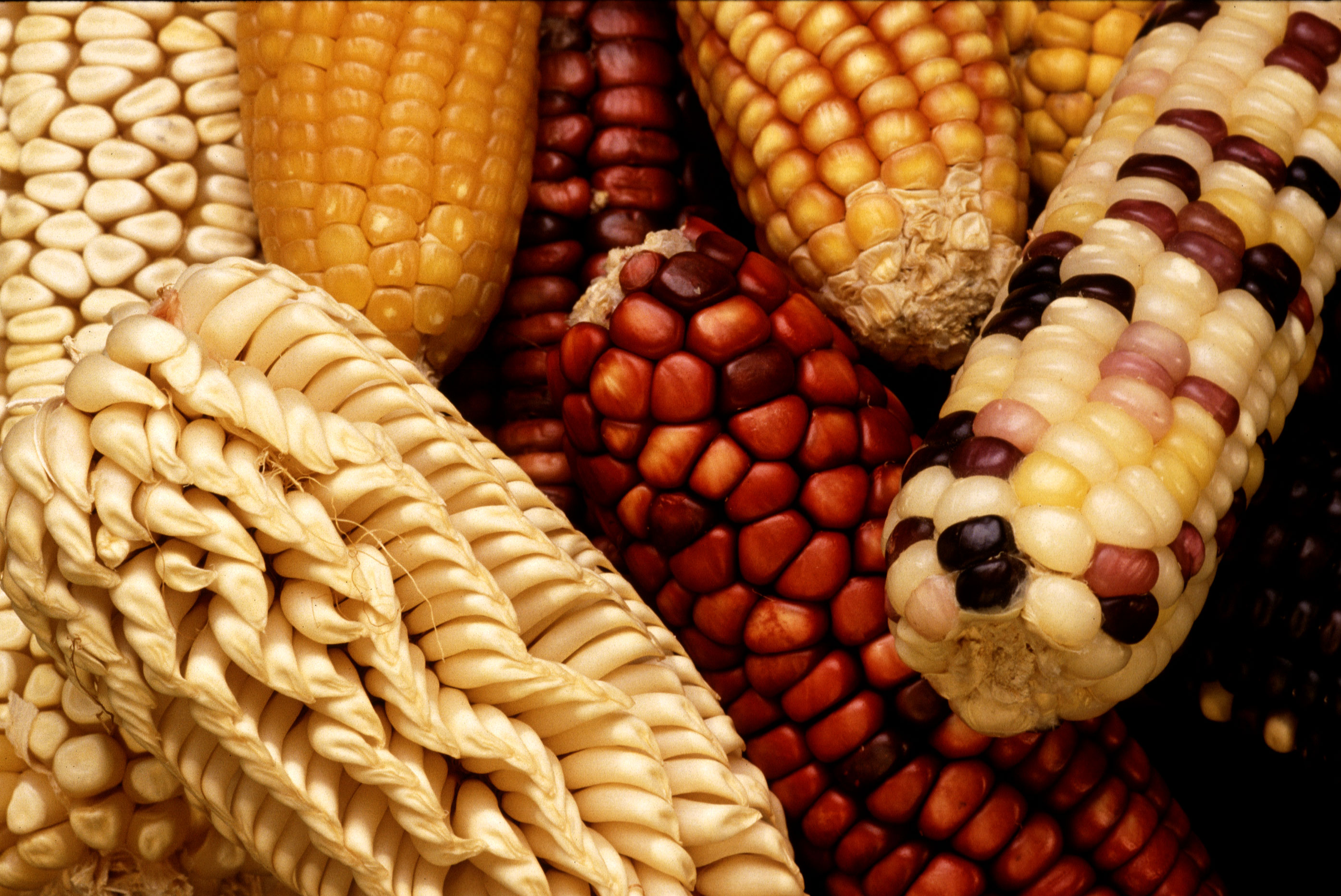
Mais gehört zu den ältesten Kulturpflanzen Amerikas

Der Beginn der Landwirtschaft in Mesoamerika hatte (anders als in der Levante und in China) zuerst technologische Gründe. So züchteten die Bewohner des Oaxacatals im Süden Mexikos bereits um 8000 v. Chr. Gartenkürbisse, um darin Wasser von den Flussläufen zu ihren bewohnten Höhlen in den Bergen zu transportieren. Ihre Nahrung beschafften sie sich dagegen weiterhin als Jäger und Sammler. Erst um 5100 v. Chr. begann im nahegelegenen Grijalvadelta die Kultivierung einer als Nahrungsmittel bestimmten Nutzpflanze: der Teosinte, einer Wildform des Maises. Knapp tausend Jahre später, 4200 v. Chr., wurde die kultivierte Teosinte auch im Oaxacatal angebaut. Im Laufe der Zeit kamen Paprika, Sonnenblumen und Gartenbohnen hinzu. Da es in der mittelamerikanischen Fauna an Wildtieren fehlte, die eine biologische Disposition zur Domestikation hatten, wurden außer Hund und Truthahn keine Tiere als Fleischlieferanten oder Arbeitstiere domestiziert.

### Verbreitung der Landwirtschaft
Außerhalb der Ursprungsregionen wurden Ackerbau und Viehzucht importiert beziehungsweise durch neue Siedler mitgebracht. So kamen etwa die Wildformen von heute weltweit verbreiteten Nutzpflanzen wie Weizen und Gerste ursprünglich nur in Kleinasien und Syrien vor, weshalb sie erstmals dort domestiziert und von dort verbreitet wurden. Als traditionelle Wirtschaftsform ist die Landwirtschaft in verschiedener Hinsicht dem Jagen und Sammeln unterlegen: Um den gleichen Kalorienertrag zu erwirtschaften, ist ein wesentlich größerer Arbeitsaufwand erforderlich; die Abhängigkeit von Klima und Wetter kann nicht kompensiert werden; die Ortsbindung verhindert die Ausnutzung der natürlichen Dynamik und Ernte und Vorratshaltung unterliegen vielen Risiken. Insofern spielten bei der Entstehung der Landwirtschaft immer auch äußere Zwänge und kulturelle Entscheidungen eine Rolle. Hätten die Bauern – nachdem sich die neue Lebensweise erst einmal etabliert hatte – die Wildbeuter anderer Gegenden nicht mit allen ihren neuen Kulturgütern beeindruckt, wäre es möglicherweise nicht zum Siegeszug von Ackerbau und Viehzucht gekommen.

#### Naher Osten und Mittelmeerraum

Verbreitung des neolithischen Ackerbaus in der Zeit

Die Ackerbauern der Levante hatten sich um 8000 v. Chr. etwa im Gebiet des südlichen Kleinasien (inklusive Zypern) bis zur persischen Golfküste ausgebreitet. Es begann eine konzentrische Expansion der Landwirtschaft, und zwar vermutlich durch Migration der Bauern mit den von ihnen domestizierten Pflanzen und Tieren aus der Levante, sowie dem Wissen um deren Pflege, Aufzucht und Vermehrung im „Gepäck“.
So zeigen Vergleiche der mitochondrialen DNA (mtDNA), dass die frühen indischen Bauern näher mit den Bauern der Levante verwandt waren als mit den Jägern und Sammlern in ihrer Nachbarschaft. Ähnliches gilt für Europa, welches die Ackerbauern vor etwa 9000 Jahren über die noch existierende Landbrücke am Bosporus erstmals erreichten. Von Südosteuropa verbreiteten sie sich zunächst entlang der Mittelmeerküste sowie entlang der großen Flussläufe nach Ost- und Mitteleuropa. Insofern kam die Landwirtschaft über zwei Routen auch nach Europa durch Migration: über die Ägäis auf den Balkan und entlang der nördlichen Mittelmeerküste auf die iberische Halbinsel.
So berichtet der physische Anthropologe Joachim Burger von der Universität Mainz und seine internationale Arbeitsgruppe in der Fachzeitschrift „Proceedings of the National Academy of Sciences“ von einer genetischen Untersuchung, die diese These stützt. Sie verglichen das Genmaterial von Skeletten aus dem ägäischen Raum mit denen neolithischer Bauern aus Mitteleuropa und fanden dabei aussagekräftige Übereinstimmungen. Auf Zypern domestizierte man Katzen und in Sumer und Ägypten Esel und fügte die Erdmandel und die Maulbeerfeige zu den Anbaupflanzen hinzu. Die Bewohner des Indus-Tals domestizierten Sesam, die Osteuropäer dagegen Hafer und die Westeuropäer Schlafmohn. Auf der arabischen Halbinsel wurde das Dromedar und in Kasachstan das Pferd domestiziert.

#### Afrika

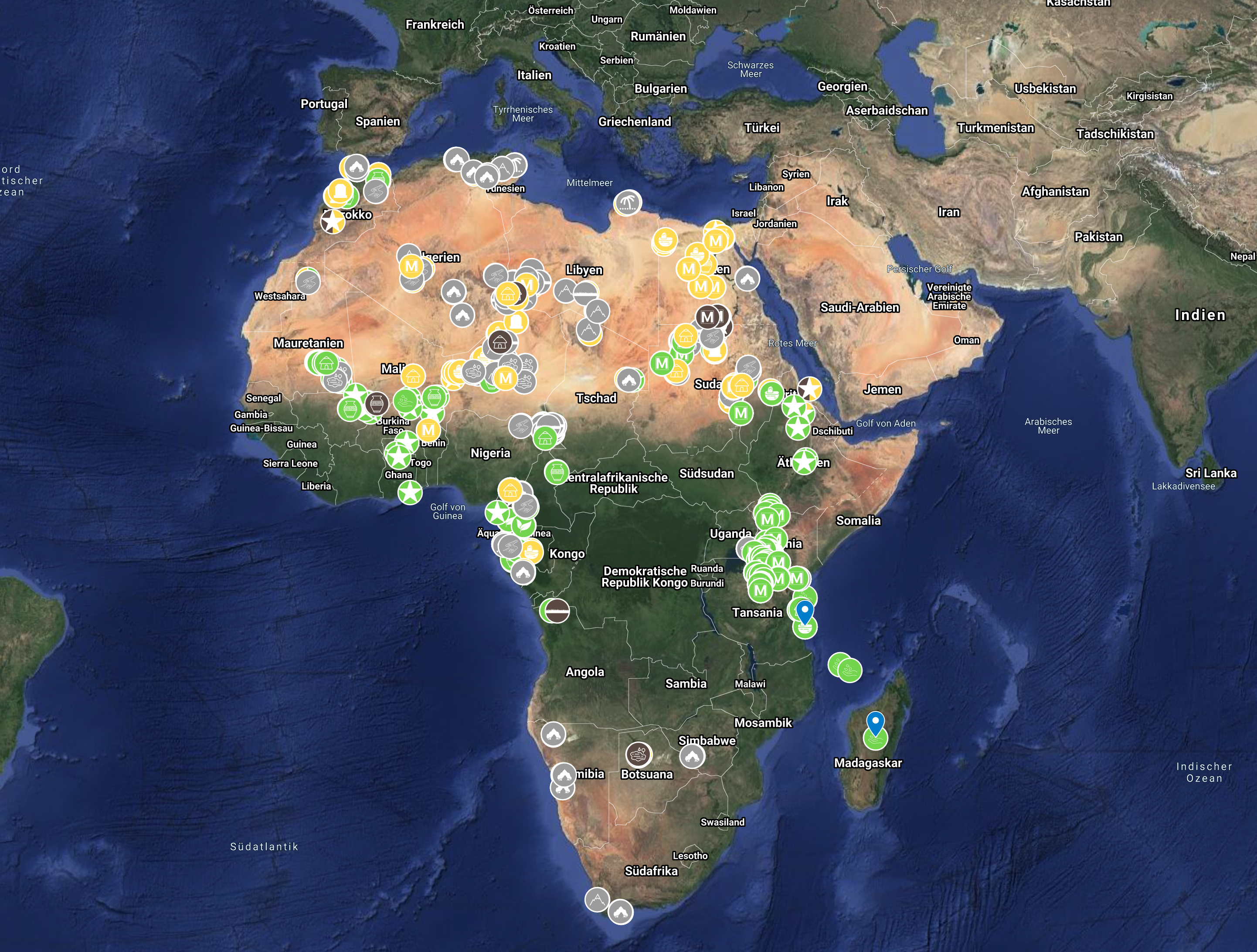
Digitale Karte der Fundstellen Afrikas (frühes-spätes Holozän); Johann Wolfgang Goethe-Universität Frankfurt; VFGAF.

Afrika, wo sich das Neolithikum wesentlich langsamer und anders entwickelte, ist ein Sonderfall. Teilweise liegen zwischen den einzelnen Merkmalen mehrere Jahrtausende, zum Beispiel zwischen der Domestizierung des Rindes und den ersten Kulturpflanzen. Der Prozess der Neolithisierung verlief hier über mehrere tausend Jahre, so dass er als Epochengrenze „Neolithikum“ seine Gültigkeit verliert. Aus diesem Grund wird der Begriff des „Neolithikums“ im Zusammenhang mit Afrika eher vermieden, im Gegensatz zu Mitteleuropa, wo das gesamte „Bündel“ vor etwa 7500 Jahren komplett in Erscheinung trat und deswegen als neolithische Revolution bezeichnet wird.
In Afrika gab es bereits um 4900 v. Chr. Hirtengemeinschaften, die zunächst mit Schafen und Ziegen, später mit Rindern weitgehend nomadisch lebten. Im Afrika südlich der Sahara traten erst Anfang des zweiten vorchristlichen Jahrtausends Kulturpflanzen in Form von Perlhirse und Augenbohne auf. Es gibt Hinweise, dass die Neolithisierung Afrikas vielfach eigene Wege gegangen ist und sich zumindest teilweise eigenständig vollzog. Die Keramik ist beispielsweise älter als im Vorderen Orient.
Inwieweit bei den domestizierten Tieren afrikanische Vorfahren beteiligt waren, ist nicht vollkommen geklärt. Nach molekularbiologischen Untersuchungen ist auch die indigene Domestikation zumindest einiger Haustiere nicht auszuschließen. Dies gilt jedoch nicht für die Ziege, die aus dem Vorderen Orient eingeführt wurde. Im südlichen Afrika können die ältesten Schafe und Ziegen nicht vor die Jahrtausendwende datiert werden. Dies und vorwiegend linguistische Argumente sind die Grundlage für die Annahme einer „Bantu-Wanderung“. Dafür fehlen bisher aber archäologische Belege. In Äthiopien wurden (möglicherweise sogar vor dem Eintreffen der vorderasiatischen Kulturpflanzen) Teff und Kaffee domestiziert.

#### Ostasien und Polynesien
Mit der um ebenfalls 3000 v. Chr. einsetzenden austronesischen Expansion verbreitete sich die Landwirtschaft mit den in Südchina kultivierten Pflanzen in Südostasien und dem pazifischen Raum. Da es von der Forschung als unwahrscheinlich erachtet wird, dass es ein weiteres Domestikationszentrum zwischen Indien und Südchina gegeben hat, ist folglich China auch Ursprungsort des indischen Reises. In Neuguinea dagegen waren bereits vor dem Eintreffen der südchinesischen Kulturpflanzen die einheimischen Jäger und Sammler dazu übergegangen, Bananen und Zuckerrohr zu nutzen. Von Nordchina aus, wo Reis ab 3000 v. Chr. angebaut wurde, verbreitete sich die Landwirtschaft binnen eintausend Jahren nach Korea und schließlich sehr spät nach Japan.

#### Amerika
Der mesoamerikanische Ackerbau breitete sich nordwärts aus, wo er jedoch in den Trockenregionen des heutigen Texas ein Hindernis fand. Womöglich fand die Domestizierung von Sonnenblumen, Gänsefüßen, Maygrass (Phalaris caroliniana) und Topinambur im Osten der heutigen Vereinigten Staaten daher unbeeinflusst statt. Der Kürbis, so bewiesen Gentests, wurde in insgesamt sechs verschiedenen Regionen domestiziert. Ebenso wurden zahlreiche andere Pflanzenarten mehrfach in unterschiedlichen Regionen kultiviert. In den peruanischen Anden und dem angrenzenden Amazonasbecken wurden daher vermutlich eigenständig Maniok und Kartoffeln domestiziert und erst später durch Mais ergänzt. Ebenso wie in Mittelamerika mangelte es in Südamerika an geeigneten großen Säugetieren zur Domestikation. Einzig das Lama wurde für den Lastentransport genutzt. Zur Fleischversorgung diente Charque, getrocknetes, in Streifen geschnittenes Lamafleisch, und es wurden Meerschweinchen gehalten.

#### Sonstige
In einigen Regionen der Erde hielt die Landwirtschaft – und damit die Jungsteinzeit – nie (das heißt, mindestens bis zur europäischen Kolonialzeit) Einzug. Zum einen sind dies Wüsten- und Polar-Regionen, die sich grundsätzlich nicht zur landwirtschaftlichen Nutzung eignen. Zum anderen sind es Regionen, die entweder keine zur Domestikation geeigneten Arten in ihrer Flora und Fauna hatten oder die den Menschen durch ihren natürlichen Nahrungsreichtum ein sicheres Auskommen boten. Dennoch hatten und haben sesshafte Kulturen auf Jäger und Sammler eine gewisse „Anziehungskraft“, die dazu führte, dass nur noch sehr wenige „Naturvölker“ allein vom Jagen und Sammeln leben.

## Technologie und Entwicklung

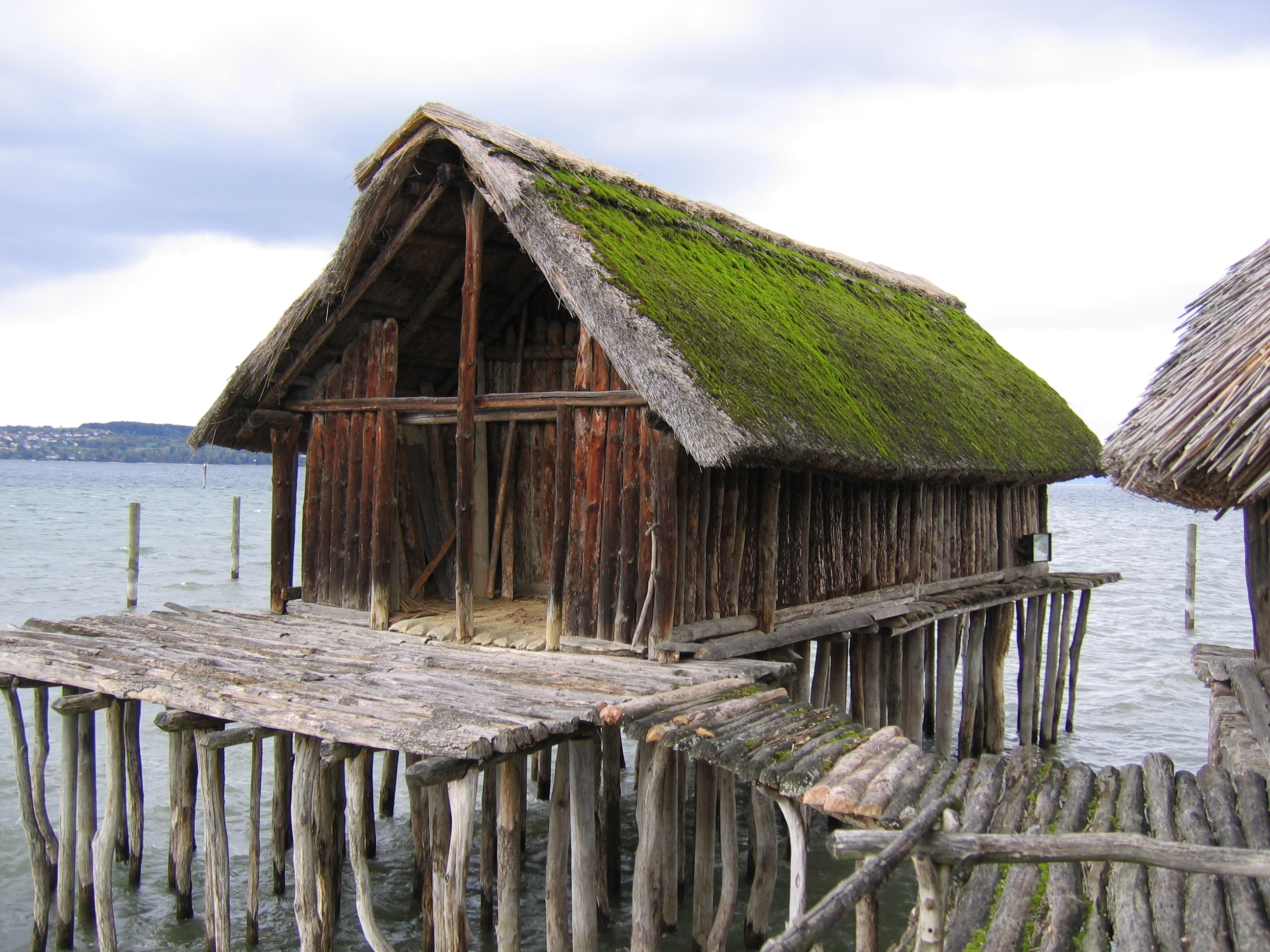
Rekonstruktion Steinzeithaus Schussenried (Pfahlbaumuseum Unteruhldingen)

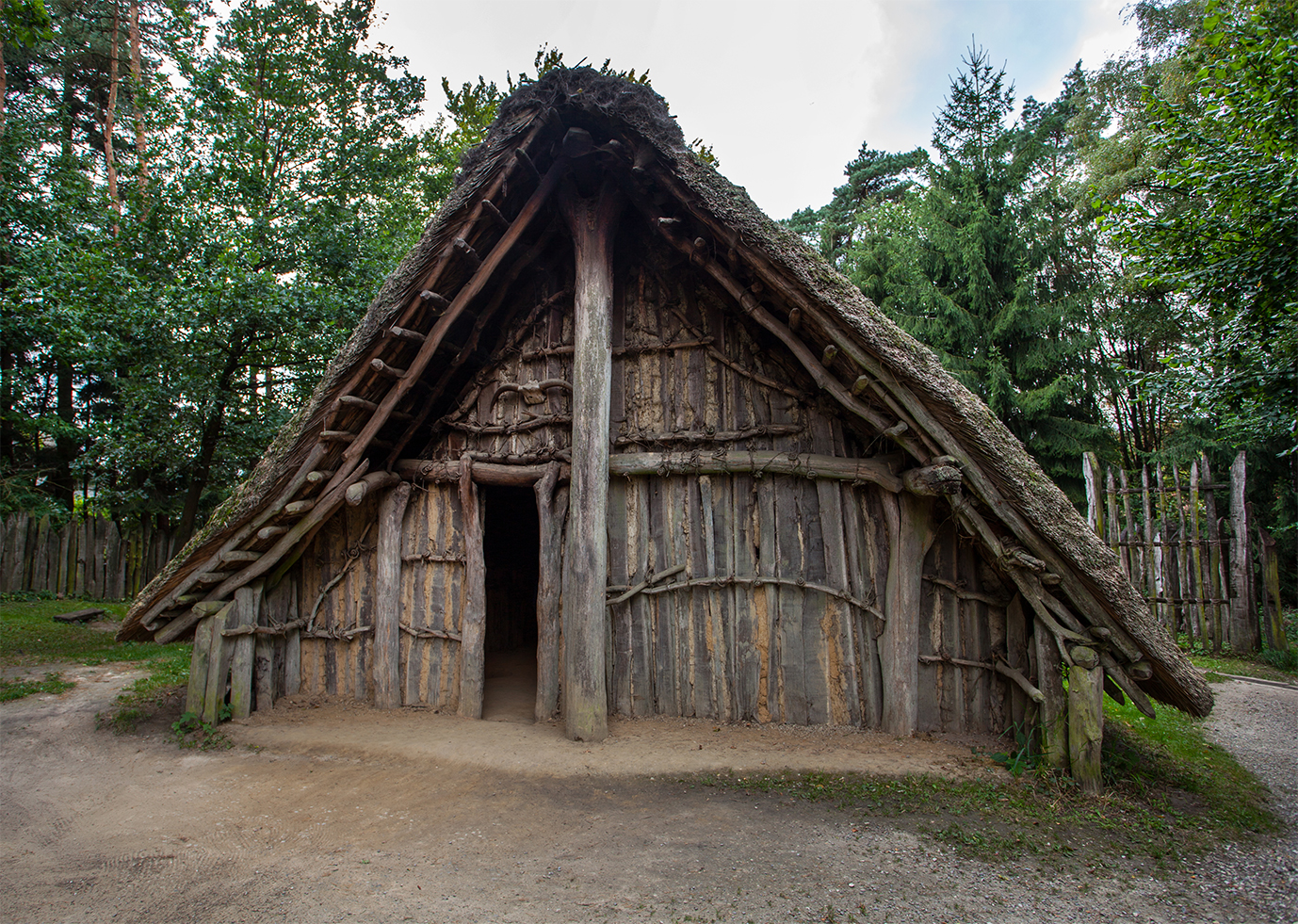
Jungsteinzeitliches Langhaus im Archäologischen Freilichtmuseum Oerlinghausen

Die meisten Werkzeuge aus Holz, Tierknochen oder Feuerstein waren denen aus der Alt- und Mittelsteinzeit sehr ähnlich. Neu waren Beile und Äxte, die durch Sägen und Schleifen geschärft und zur Schäftung durchbohrt wurden. Ebenfalls neu war das Auftreten gebrannter Tongefäße. In den meisten Regionen traten diese meist zur Bevorratung gebrauchten Gefäße mit oder unmittelbar nach der Entwicklung des Ackerbaus auf, in Japan dagegen aber schon weit vorher.
Mit der beginnenden Sesshaftigkeit entwickelte sich auch der Hausbau weiter. Im Gebiet der Alpen baute man Hütten auf meterhohen Stützen (Pfahlbauten) an den Ufergebieten der Seen – eine Bauweise, die den periodischen Überflutungen der Seeufer angepasst war. Um die Dörfer baute man hohe Zäune (Palisaden) zum Schutz vor Tieren oder Feinden. Auch im Seengebiet des Jangtsekiang und an seinem Delta wurde auf diese Weise gebaut. In Çatalhöyük wurden meist rechteckige Häuser aus Lehmziegeln und einem Holzgerippe gebaut. Für eine sesshafte Kultur war Grundbesitz und dessen Verteidigung von großer Bedeutung; Oasenstädte wie Jericho wurden von meterhohen Mauern umgeben.
Obwohl die Versorgungslage der Bauern unsicherer war als die der Jäger und Sammler, kam es überall zu einem Anstieg der Bevölkerungszahlen. Dies wird weniger mit der Ernährung, als vielmehr mit der sesshaften Lebensweise in Verbindung gebracht. Für Menschen, die ein sehr mobiles Leben führen, sind kleine Kinder eher hinderlich. Demgegenüber kann durch Milch und Getreide die Stillzeit verkürzt werden. In den Bauernkulturen spezialisierten sich Teile der Gruppe auf bestimmte Tätigkeiten. Es bildete sich eine geistige und politische Führungsschicht (Priester, Stammesoberhäupter, Fürsten).

### Metalle
Während der Jungsteinzeit wurde auch die Metallbearbeitung entwickelt (Archäometallurgie). Sie beschränkte sich aber auf gediegen (elementar) vorkommende Metalle wie Gold, Silber und Kupfer. Die ältesten Kupferfunde stammen aus Kleinasien und dem Iran und sind über 9000 Jahre alt. Aufgrund der Metallverarbeitung wird der letzte Abschnitt der Jungsteinzeit regional begrenzt als Kupfersteinzeit bezeichnet.

### Bootsbau
Aus der Jungsteinzeit sind aus dem Mittelmeerraum wiederholt archäologische Funde entdeckt worden, die als Überreste von Booten interpretiert wurden.

## Bestattung
Im Laufe des Neolithikums variiert die Bestattungspraxis: Einzelbestattung in der Erde, auch in Häusern; Gemeinschaftsbestattung; Mehrfach- oder Einzelbestattungen in Holz- oder Steinkisten, in Silogruben oder Höhlen; Gruppierung der Toten in gebauten Räumen oder in Nekropolen, aber auch Feuerbestattungen.

## Archäologische Kulturen
Innerhalb der Jungsteinzeit lassen sich (deutlicher als in der Altsteinzeit) archäologisch „typische“ Kulturen erkennen, die jeweils nach mehrhundertjähriger Dauer einander ablösten oder in eine neue Phase eintraten. Die archäologischen Funde und Fundsituationen weisen innerhalb von zeitlich und regional bestimmbaren Regionen Ähnlichkeiten auf und deuten die Grenzen der einheitlichen Kulturräume an. Während die Menschen der Levante nach neuesten Erkenntnissen bereits (sicher) vor 11600 bis (möglicherweise) vor 13000 Jahren Ackerbau betrieben, schließt Mitteleuropa etwa 5000 (La-Hoguette-Gruppe beziehungsweise Linearbandkeramik) bis 9000 Jahre später auf. Entlang den Mittelmeerküsten wird Südeuropa und Südwesteuropa von der Kultur mit Abdruckkeramik (fachsprachlich italienisch Impresso, französisch Cardial genannt) neolithisch. Die Trichterbecherkultur erreichte Südschweden und das Skagerrak.
Wichtige archäologische Stätten der Mittel- und Endphase der Jungsteinzeit (vor 6500 bis 4800 Jahren) und Nachfolger der Tempel auf dem Göbekli Tepe (Anatolien vor 11.000 Jahren) sind die Megalithanlagen und Menhire in Carnac (Frankreich), in Skara Brae (Schottland), die Tempel auf Malta sowie Newgrange und Knowth in Irland. In das 8. Jahrtausend v. Chr. werden im historischen Chusistan die Fundstellen Tschogha Misch und Tschogha Bonut datiert.
Der wichtigste Skelett-Fund aus der Endphase der Jungsteinzeit in Europa ist der als Ötzi bekannte „Mann vom Tisenjoch“, der vor über 5000 Jahren gelebt hatte. Seine Leiche blieb als gefriergetrocknete Mumie im Eis des Similaungletschers erhalten. Er hatte typische Gerätschaften der Jungsteinzeit wie Pfeil und Bogen bei sich und trug bereits ein Kupferbeil.

### Ägäis
Ohne direkte Traditionslinien stehen die neolithischen Funde auf der Kykladeninsel Saliagos. Weder lassen sich Vorläufer (zum Beispiel in Anatolien) noch direkte Nachfolger in der bronzezeitlichen Kykladenkultur nachweisen.

### Donauraum (Danubischer Raum), Südosteuropa
Im mittleren Donauraum setzte das Neolithikum mit der Starčevo-Kultur, in Griechenland mit der Sesklo-Kultur ein. Das Mittelneolithikum prägten auch die Alföld-Linearkeramik und die Bükker Kultur in Nordungarn und der Slowakei. Das Endneolithikum war in Serbien und im Banat durch die Vinča-Kultur, in Ungarn durch die Theiß-Kultur bestimmt. Am Übergang zum Mittelneolithikum bricht auf dem Balkan und im danubischen Raum die Kontinuität der Tell-Siedlungen ab.

### Mitteleuropa
Hier breitete sich das Neolithikum ab 5600/5500 v. Chr. vom Donauraum her mit der gut erforschten bandkeramischen Kultur nach Norden bis an die Lössgrenze aus. Sie reichte schließlich von Moldau bis in das Pariser Becken. Parallel dürften sich in Enklaven, besonders aber an der Peripherie, mesolithische Jäger- und Sammler gehalten haben. Der Bandkeramik folgte im westlichen Verbreitungsgebiet (etwa heutiges Deutschland) die Rössener Kultur, im Osten die Stichbandkeramik, die Oberlauterbacher Gruppe und die Münchshöfener Kultur.
Siehe auch: Frühneolithikum, Mittelneolithikum, Jungneolithikum, Spätneolithikum, Endneolithikum

### Nördliches Mitteleuropa und Nordeuropa

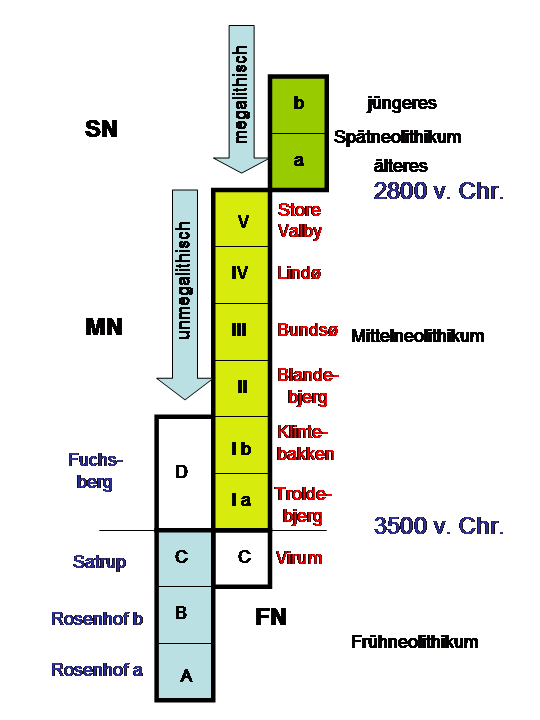
Chronologie des Neolithikums im nördlichen Mitteleuropa und in Skandinavien nach Carl Johan Becker

Im Norden breitet sich das Neolithikum zwischen 4100 (z. B. Ostholstein) und 3900 v. Chr. (Teile Dänemarks und Südschweden) mit der Trichterbecherkultur aus (siehe Grafik für die Stufengliederung). Ab ca. 3800 v. Chr. werden die ersten Monumente errichtet (earthen long barrows) und ab etwa 3600 v. Chr. beginnt die Megalithik mit der Errichtung zunächst kleiner Dolmen. Ab ca. 3300 v. Chr. werde die aufwendigen Ganggräber errichtet und dienen als kollektive Bestattungszentren für einige Jahrhunderte. Um 3300 v. Chr. entsteht die Grübchenkeramische Kultur in Schweden, die sich von 3100 bis 2900 v. Chr. bis nach Schonen, die Dänischen Inseln und Ostjütland (v. a. Djursland) ausbreitet. Im Süden (v. a. Mecklenburg-Vorpommern und Südholstein) werden Einflüsse der mitteldeutschen Kugelamphorenkultur deutlich. Es folgt die Einzelgrabkultur als Norddeutsche und Jütische Variante der Schnurkeramik ab etwa 29/2800 v. Chr. sowie die Bootaxtkultur in Südschweden und Südnorwegen. Daraufhin machen sich Einflüsse der Glockenbecherkultur (s. Bejsebakken) bemerkbar, die am deutlichsten in Nordjütland auftreten, zudem im westlichen Norddeutschland und den Niederlanden. Während das Neolithikum in Mitteleuropa um 2200 v. Chr. endet, wird im Norden von 2350/2250 – 1700 v. Chr. von Spätneolithikum (oder auch Dolchzeit) gesprochen, welche u. a. durch das Aufkommen von Silexdolchen, der ersten Bronzeverwendung, sowie Expansion auf die Dänischen Inseln geprägt ist.

### China
- Peiligang-Kultur (5600–4900 v. Chr.)
- Cishan-Kultur (5400–5100 v. Chr.)
- Hemudu-Kultur (5200–4500 v. Chr.)
- Yangshao-Kultur (5000–2000 v. Chr.)
- Dawenkou-Kultur (4100–2600 v. Chr.)
- Liangzhu-Kultur (3400–2000 v. Chr.)
- Longshan-Kultur (3200–1850 v. Chr.)

### Mesoamerika
- Maya
- Olmeken
- Zapoteken

### Südamerika
- Las-Vegas-Kultur (Spätphase)
- Valdivia-Kultur
- Aspero-Kultur
- Chinchoros-Kultur
- Chorrera-Kultur
- El-Paraiso-Kultur

### Afrika
In Afrika steht die archäologische Erforschung der Jungsteinzeit noch am Anfang. Dadurch sind bis heute nur wenige detailliert beschriebene Komplexe bekannt, die die Bezeichnung archäologische Kultur verdienen; meist beschränken sich die Kenntnisse auf größere Regionen. Folgende Fundkomplexe entsprechen am ehesten den Kriterien der europäischen Jungsteinzeit, sind jedoch jünger:
- Gajiganna-Kultur in Nigeria
- Kintampo-Kultur in Ghana
- Ounjougou in Mali
- Dhar Tichitt in Mauretanien

## Kultur

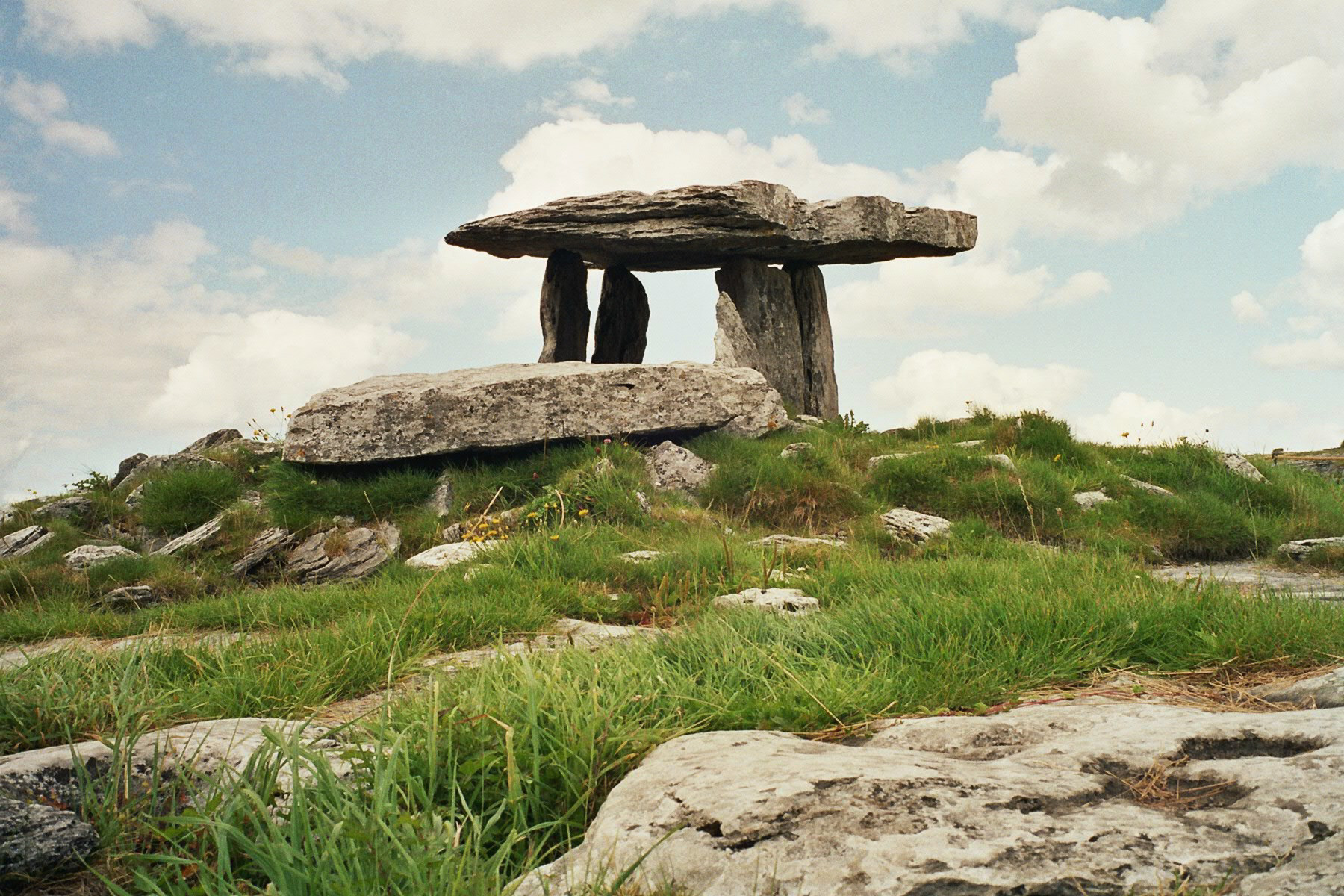
Poulnabrone Dolmen, Irland

### Ackerbau
Bei der Neolithisierung Eurasiens gehörte der Emmer zu den ältesten kultivierten Getreidearten. Seinen Ursprung hatte er im Nahen Osten, er wurde dort seit mindestens 10.000 Jahren angebaut. Es folgten die Erbsen und Linsen. Vor mindestens 8000 bis 9000 Jahren, möglicherweise auch schon früher, begann die Domestikation von Hausziegen, die somit zu den ältesten wirtschaftlich genutzten Haustieren zählen. Später kamen der Olivenbaum und der Wein und andere Tiere und Pflanzen hinzu.
Diese schrittweise Änderung der menschlichen Lebensweise aus den Jäger-und-Sammler-Kulturen hin zu Ackerbau und Viehzucht brachte nicht durchgängig eine vorteilhaftere Lebensweise. Mit dem Begriff des Sozialmetabolismus wird eine Organisationsform des stofflichen und energetischen Austausches von menschlichen Gemeinschaften mit ihrer Umwelt beschrieben, wobei aus der Perspektive des Begriffs nicht so die Betrachtung der sozialen Organisationsformen im Vordergrund stehen, sondern die des Stoffwechsels. So zeichneten sich die Jäger-und-Sammler-Kulturen durch eine unkontrollierte Nutzung der Sonnenenergie und die der Agrargesellschaften durch eine kontrollierte Nutzung der Sonnenenergie aus. Will man die Größenordnungen des sozialen Metabolismus abschätzen, ist dies für die Energieflüsse einfacher, als es für den Materialfluss möglich ist. Referenzwert ist beim Energiefluss das physiologische Minimum der basalen Stoffwechselrate, energetisch können hierfür 10 Megajoule in 24 Stunden (pro Tag) veranschlagt werden, was 3,5 Gigajoule pro Jahr entspräche. Stofflich werden, inklusive des Wasserverbrauchs, 3 kg angenommen, also etwa 1000 kg pro Jahr:
|                      | Energie in Gigajoule pro Jahr | Material in Tonnen pro Jahr |
| -------------------- | ----------------------------- | --------------------------- |
| basaler Metabolismus | 3,5                           | 1–2                         |
| Jäger und Sammler    | 10–20 (Faktor 3–5)            | 2–3                         |
| Agrargesellschaften  | 60–80 (Faktor 20)             | 4–5                         |

Während der Jungsteinzeit herrschten Emmer (Triticum dicoccum) und Einkorn (Triticum monococcum) vor. Die aufgeführten Getreidearten können als Wintergetreide im Herbst oder als Sommergetreide im Frühjahr ausgesät werden. Die Ernte erfolgte dann zeitlich versetzt im Sommer. Nach Art der Kornhülle sind Spelz- (Emmer, Einkorn, Spelzgerste, Dinkel) und Nacktgetreide (Nacktweizen) zu unterscheiden. Beim Spelzgetreide sind die das Korn umschließenden Spelzen mehr oder weniger fest mit diesem verwachsen. Beim Nacktgetreide dagegen liegen sie lose an und fallen beim Dreschen ab. Der Vorteil des Spelzgetreides liegt darin, dass es eine primitive Lagerung besser verträgt, der Nachteil ist, dass die Körner vor dem Mahlen entspelzt werden müssen; hierzu müssen sie aber völlig trocken sein.
Nach anfänglich starker Dynamik der sich ausbildenden neolithischen Siedlungen bildete sich dann um 3000 v. Chr. ein relativ stabiles globales Muster agrarischer Gesellschaften heraus. Aus der Beschreibung der Energie- und Stoffflüsse im Modell des Sozialmetabolismus sind zwar die Grundlagen für eine erhöhte Bevölkerungsdichte neolithischer Siedlungen und Kulturen ablesbar – aufgrund der verbesserten Nahrungssituation – nicht aber deren krisenhafte Entwicklungen. Das Spektrum der Erkrankungen änderte sich, so breiteten sich etwa die Tuberkulose, die Brucellose (Zoonosen und andere mehr) ebenso aus wie spezifische Veränderungen am Bewegungsapparat durch einseitige und sich wiederholende körperliche Aktivitäten. Ferner kamen „urbane Probleme“ wie die der Hygiene, Land- und Besitzverteilung, Vorratswirtschaft, Besitzsicherung, Wasserversorgung (zum Beispiel mittels Brunnen) usw. hinzu.
Der soziale Metabolismus von Jäger-und-Sammler-Kulturen fußte darauf, dass sie sich in bestehende Solarenergieströme einschalteten, ohne diese aber zu modifizieren oder gar kontrollieren zu wollen. Ihre Grundstrategie hatte eine Reihe von Mustern zur Folge, die diese Kulturen auszeichneten. Meist sind diese menschlichen Gemeinschaften als egalitär-akephale Gruppen charakterisiert, ein Ergebnis ihrer mobilen Lebensweise, denn der Zwang zur Mobilität erbrachte keinen evolutionären Vorteil für die Ausbildung komplexer sozialer Strukturen oder der Herstellung komplexer Artefakte.
Im Sinne des Sozialmetabolismus führte die Viehhaltung und Erntewirtschaft zu einer Zunahme der Energie- und Stoffflüsse, die die speziellen Strategien der kontrollierten Nutzung von Solarenergieströmen weiter evolutionieren ließen. Hierbei bediente sich das menschliche Kollektiv vor allem biologischer Energiekonvertoren (Ackerbaupflanzen wie der Emmer und Tieren wie die Ziegen), die über den Verlauf der Generationen zu den jeweiligen Zwecken genetisch modifiziert wurden und deren Lebensräume aktiv umgestaltet wurden. Ferner übertrug man diese Strategie auf weitere, zusätzliche dazu geeignete Pflanzen- und Tierarten. Diese Strategien nötigten den menschlichen Kulturen aber auch Änderungen in ihrer Sozialstruktur ab. Aus den kleinen und weitgehend egalitär-akephalen Gruppen der Jäger-und-Sammler-Kulturen wurden über tribale Gemeinschaften und Häuptlingstümer immer zahlenstärkere menschliche Gemeinschaften mit komplexen Organisationsstrukturen.
Die durch die in Eurasien in den Gebieten des Fruchtbaren Halbmonds aufgrund der äußeren Bedingungen einsetzende Sesshaftwerdung brachte sukzessive Änderungen in der Sozialstruktur der menschlichen Gemeinschaften. Zwar nahm im Total die Gesamtmenge der zur Verfügung stehenden Nahrung zu (Physiologischer Brennwert), doch waren die annualen Nahrungsmittelproduktionen starken saisonalen Schwankungen mit in der Folge zum Teil erheblichen Populationsschwankungen und Sterblichkeitsraten ausgesetzt. Gleichzeitig konnten aber aufgrund der sesshaften Lebensweise (verringerte Mobilität und verkürzte Stillzeit durch veränderte Ernährung) die Bevölkerungszahlen der menschlichen Ansiedlungen steigen. Höhere Bevölkerungszahlen ermöglichten eine horizontale Differenzierung der jungzeitlichen Gemeinschaften. Die wachsende horizontale Differenzierung ist direkt an die Bevölkerungszahlen gekoppelt, denn eine Spezialisierung setzt eine gewisse Zahl von beteiligten Menschen voraus.
Eine größere Spezialisierung vergrößerte die Produktivität der jungsteinzeitlichen Kulturen, das wiederum verbesserte deren Versorgung, erhöhte den Sozialmetabolismus, den Stoff- und Energiefluss, also letztlich die Strategien der kontrollierten Nutzung von Solarenergieströmen. Dadurch konnte prinzipiell wiederum die Bevölkerung weiter wachsen, unter dem Vorbehalt, dass die frühen jungzeitlichen Kulturen von einer stärkeren Instabilität betroffen waren. Der Prozess der horizontalen Differenzierung wurde begleitet von einem Prozess der vertikalen Differenzierung, dem Herausbilden einer herrschenden Elite, etwa der Häuptlinge oder Priesterkasten. Veränderungen im Bereich der Organisation von Arbeitsteilung, Herrschaft, Siedlungsbau und Regelung von Eigentum blieben nicht ohne Auswirkungen auf spirituell-religiöse Fragen.
Nach David Graeber und David Wengrow – in ihrem Buch Anfänge. Eine neue Geschichte der Menschheit aus dem Jahr 2021 – ist es jedoch ein überholtes Narrativ, den Beginn aller vorgenannten sozialen Neuerungen im Sinne eines unwiederbringlichen Wandels zu einer „höheren Kulturstufe“ nur auf die Entstehung der Landwirtschaft zu beziehen. Es gäbe etliche Befunde aus älterer Zeit, die ähnliche Schritte bereits unter Jägern und Sammlern belegen, und ebenso seien gegenteilige Entwicklungen unter frühen Bauern kein „Rückschritt“, sondern das Resultat bewusster Entscheidungen der damaligen Ethnien gewesen. Axel Paul weist darauf hin, dass der Wechsel zur landwirtschaftlichen Produktion dennoch überall auf der Welt einen Wendepunkt markiert, der viele der genannten sozialen Neuerungen bei den meisten Kulturen dauerhaft manifestierte und somit Hierarchien und Herrschaftsformen zur Regel machte.
Humberto R. Maturana definierte Kultur als ein Netz von Umgangsformen, die das Gefühls-Sprach-Handeln bestimmen und einen Sprach-Konsens erzeugen, der über die Generationen weitergegeben wird. Das agrartechnologische Wissen, aber auch das der administrativen und spirituellen Ordnung, wurde so von einer Generation zur nächsten weitergegeben. Aber auch der Austausch zwischen den einzelnen menschlichen Siedlungen fand über dieses versprachlichte Netz der Umgangsformen seinen Weg. Durch die Entwicklung von Pflanzenbau und Tierzucht kam der Idee der Fruchtbarkeit in der Vorstellung des Menschen eine noch größere Bedeutung zu. Analog zum Säen–Reifen–Ernten wurde die Abfolge Geburt–Leben–Tod in der Glaubenswelt bedeutend. Die Stellung der Frau als im frühen Ackerbau wesentliche Kraft stieg (matristische Kulturen), analog der Rolle weiblicher Fruchtbarkeitsgottheiten in der Religion.
Wie in den vorausgehenden steinzeitlichen Religionen wurden Kräfte in der umgebenden Tierwelt vermutet. Menschen-, tier- oder mischgestaltige Chimären wurden Objekte der Verehrung. Die vielfältige und abwechslungsreiche Formung und Ornamentierung von Töpferware (Keramik) lässt Archäologen einzelne Gefäße (und damit Fundorte) einer bestimmten Kulturgruppe zuordnen. Als oft einziges verlässliches Indiz für eine Kulturstufe wird die Form oder Ornamentierung ihrer Keramik als typochronologische Leitform vielfach zur Bezeichnung für die Kultur selbst herangezogen, zum Beispiel Trichterbecherkultur, Glockenbecherkultur, Bandkeramische Kultur, Grübchenkeramische Kultur oder Schnurkeramik.

### Kalendarium
Überall dort, wo sich neolithische Lebensweisen gründeten, stellte sich eine direkte Abhängigkeit vom Wetter und damit der Wetterbeobachtung ein, Sesshaftigkeit wurde in spezifischer Weise abhängig vom Rhythmus der Jahreszeiten. Dabei erhielt der Sonnenstand einen hohen Stellenwert. Die in den gemäßigten Zonen jahreszeiten-prägenden Fixpunkte der Sonnenbahn wie die längste Nacht (Winteranfang) bzw. der längste Tag des Jahres (Sommeranfang) sowie die Tag-und-Nacht-Gleichen zum kalendarischen Beginn des Frühjahrs und Herbsts, also die steigende oder fallende Bewegung der täglichen Sonnenbahn, lässt sich am besten im Verhältnis zu einer virtuellen Linie am Horizont feststellen.
Um Ackerbau zu etablieren, der sukzessive einen wichtigen Anteil an der Nahrungsversorgung einer neolithischen Gruppe einnehmen konnte, mussten bestimmte Voraussetzungen geschaffen werden bzw. vorhanden sein. So bedurfte es zunächst eines präparierten Kulturbodens, sodann musste eine adäquate und über Vegetationsperiode hinweg anhaltende Bewässerung oder Durchfeuchtung der Böden gewährleistet sein. Der Boden musste, mit den entsprechenden Erfahrungen, bearbeitet werden, so mussten die jungsteinzeitlichen Gruppen die Zeit der Aussaat an den sich verändernden, jahreszeitlichen Rhythmusgebern erkennen.
In enger Beziehung hierzu steht die Entwicklung früher Kalendersysteme. Sie beruhen im Allgemeinen auf der Beobachtung natürlicher, meist astronomischer Ereignisse (Sonnenstand, Mondphasen, Aufgang oder Stand bestimmter Sterne u. ä. m.). Mit dem Eintritt eines bestimmten definierten Himmelsereignisses (zum Beispiel des Neumonds oder der Tag-und-Nacht-Gleiche im mitteleuropäischen Frühling) wurde ein neuer Zyklus eingeleitet. In Kulturen wie der bandkeramischen, die Ackerbau betrieben, wurde die kalendarische Erfassung der Jahreszeiten notwendig. Daher nimmt man parallel zu einem Übergang von einer mesolithischen zu einer neolithischen Gesellschaft bzw. von einer Jäger- und Sammlergesellschaft zu einer sesshaften Lebensweise einen Übergang vom Mond- zum Sonnenkalender an (siehe hierzu die Stichbandkeramik und die Kreisgrabenanlage von Goseck).
Ackerbau erforderte ein hohes Wissen, Beobachtung und Erfahrungen, die sich im Umgang mit dem Ackerboden in einem speziellen geografischen Raum, mit dem entsprechenden Klima und den vorherrschenden Wetterverhältnissen, etwa der Regenwassersituation, dem Grad der Bewaldung, der Bodenbeschaffenheit herausbildeten und dann, wie für schriftlose Kulturen üblich, weiter erzählt werden mussten. Hierneben waren wirtschaftliche Aspekte zu berücksichtigen, die Zeit der fehlenden Fruchtperiode überbrückten. Die Vorratshaltung war notwendig, um zum einen die gereiften Kulturpflanzen für den Verzehr haltbar zu machen, zum anderen auch Saatgut für die nächste Saison vorrätig zu haben. Hierzu waren Konservierungsmethoden im weiteren Sinne für die bevorrateten Pflanzensamen notwendig, um sie vor Schädlingen zu schützen.
Gerade für den Ackerbau war es wichtig, eine von den konkreten Wetterbedingungen unabhängige Bestimmung der Zeitpunkte für Aussaat und Ernte vornehmen zu können. Während nomadische Ethnien mit einem Lunarkalender sehr gut zurechtkamen – er ist wahrscheinlich älter als der Solarkalender, weil er sich an einer sicher und einfach beobachtbaren Himmelserscheinung, nämlich den Mondphasen orientierte – wird er für den Ackerbau eher impraktikabel. Ein Mondkalender teilt das Jahr in Perioden ein, die den gleichen Mondphasen entsprechen, eine gleiche Mondphase tritt nach durchschnittlich 29,5 Tagen erneut auf. Ein reiner Lunarkalender, der sich einzig an den Mondphasen orientiert, weist aber keinerlei Bindung an das Sonnenjahr auf und damit an die Jahreszeiten. So verschiebt er sich in jedem Sonnenjahr um etwa elf Tage rückwärts.
Hingegen sind die Sonnenphasen, zum Beispiel die Äquinoktien oder die Solstitien, ungleich schwieriger festzustellen. In einem freien Mondkalender wandern die Jahreszeiten kontinuierlich durch das ganze Jahr. Das war für Jäger-und-Sammler-Gesellschaften zumeist kein Problem, hingegen hatten sesshafte Ethnien, die ihre Pflanz- und Erntezeiten planen mussten, mit einer solchen Kalenderform Schwierigkeiten. Dies führte schließlich zur Entwicklung von Sonnenkalendern.

## Anmerkung
1. ↑  Hypothetisch lässt sich die Entwicklung zum Brot über einen Getreidebrei rekonstruieren. War die frühe Getreidenahrung ein Brei, so entsteht aus diesem ein Fladen, wenn er auf einem heißen Stein oder in der Asche eines Feuers getrocknet oder aufgebracht wurde. Gibt man einem derartigen Getreidebrei oder -teig die Möglichkeit, an einem warmen Ort zu gären, kommt es zur Lockerung der Teigstruktur, die dann, in einem geschlossenen Raum unter Feuerhitze gebacken, Brot entstehen lässt.